# Gajzágó Salamon

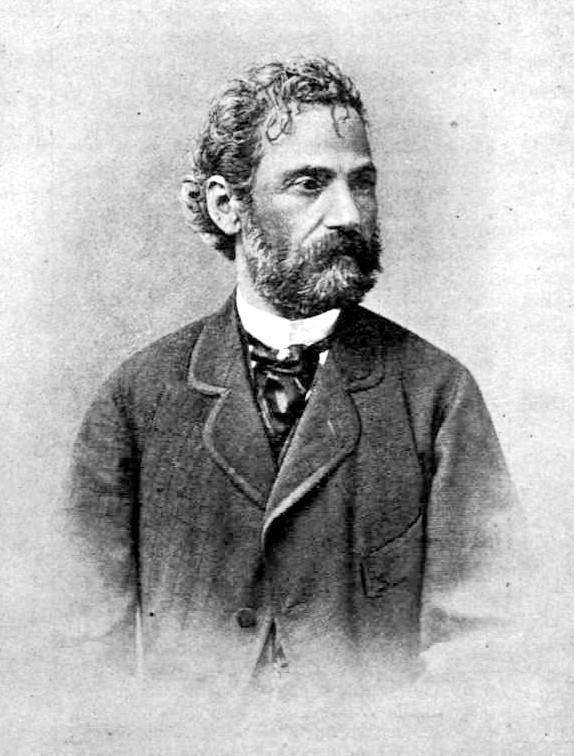
Gajzágó egy 1892-es fényképfelvételen (készítette: Ellinger Ede)

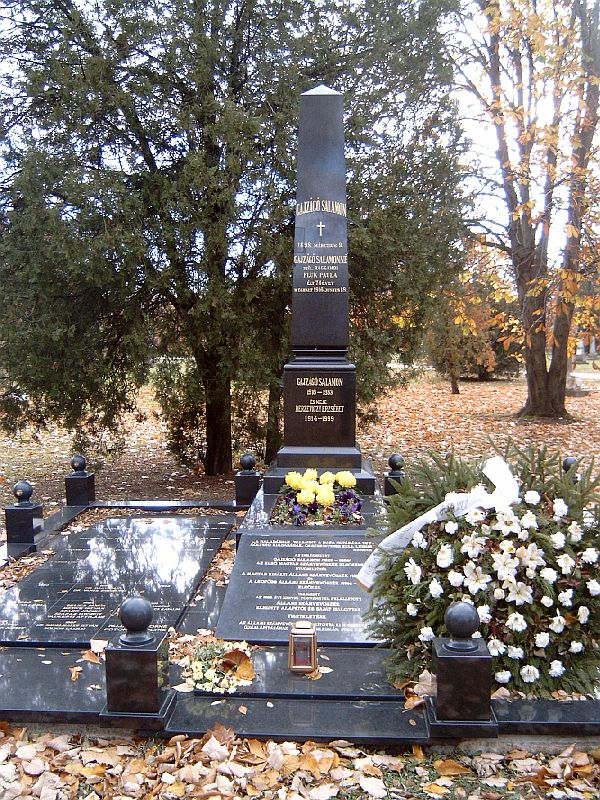
Gajzágó Salamon sírja Budapesten. Kerepesi temető: 30-0-17.

Gajzágó Salamon (Túrpásztó, 1830. február 2. – Budapest, 1898. március 9.) valóságos belső titkos tanácsos,  a Vaskoronarend lovagja, katona, az Állami Számvevőszék első elnöke, 1893-tól haláláig pedig a főrendiház tagja a magyar Országgyűlésben.

## Családja
Az erdélyi örmény Gajzágó (Gághszákó; gágh-szákó; kágh-isahak 'կաղ Իսահակ') család leszármazottja.
   Gyermekei: Fatime (1853) és Samyl (1855).

## Életpályája
Tanulmányait Szolnokon, Budapesten és Pozsonyban végezte. Részt vett az 1848. március 15-ei budapesti megmozdulásokban. Harcolt a szabadságharcban, Mórnál fogságba került, 1849 októberében kiszabadult, majd 1851 Néma faluban telepedett le. 1861-ben Belső-Szolnok vármegyei főjegyzővé és később a szebeni országgyűlésre követnek választották meg, de nem ment el. 1865-ben a kolozsvári országgyűlésen követ volt, 1893-ban a főrendiház tagjává nevezték ki. 1898. március 9-én Budapesten halt meg. Lánya, Fatima Lukács Béla politikus felesége lett.

## Irodalmi művei
A drámaíróként is tevékenykedő Gajzágó a Hölgyfutár című lapban jelentette meg írásait „Sali Bank” álnéven. Drámái: Békessy, More, Majláth Margit.